# Șura Mică (gmina)
Șura Mică – gmina w Rumunii, w okręgu Sybin. Obejmuje miejscowości Rusciori i Șura Mică. W 2011 roku liczyła 2606 mieszkańców.